# 11248 Blériot
11248 Blériot là một tiểu hành tinh vành đai chính với chu kỳ quỹ đạo là 1178.1207658 ngày (3.23 năm).
Nó được phát hiện ngày 16 tháng 10 năm 1977.